# تپه کلاته کیو
تپه کلاته کیو مربوط به دوران پیش از تاریخ ایران باستان است و در شهرستان خرم‌آباد، غرب دریاچه کیو در شمال غربی کوی جهادگران واقع شده و این اثر در تاریخ ۱۰ مهر ۱۳۸۰ با شمارهٔ ثبت ۴۰۵۳ به‌عنوان یکی از آثار ملی ایران به ثبت رسیده است.